# Corinna Martini
Corinna Martini (Winterberg, 19 de junio de 1985) es una deportista alemana que compitió en luge en la modalidad individual. Ganó tres medallas en el Campeonato Europeo de Luge, en los años 2010 y 2012.

## Palmarés internacional
| Campeonato Europeo | Campeonato Europeo | Campeonato Europeo | Campeonato Europeo |
| Año                | Lugar              | Medalla            | Prueba             |
| ------------------ | ------------------ | ------------------ | ------------------ |
| 2010               | Sigulda (Letonia)  | Medalla de plata   | Individual         |
| 2010               | Sigulda (Letonia)  | Medalla de bronce  | Equipo             |
| 2012               | Paramonovo (Rusia) | Medalla de bronce  | Individual         |